# Gorzkoborowik żółtopory

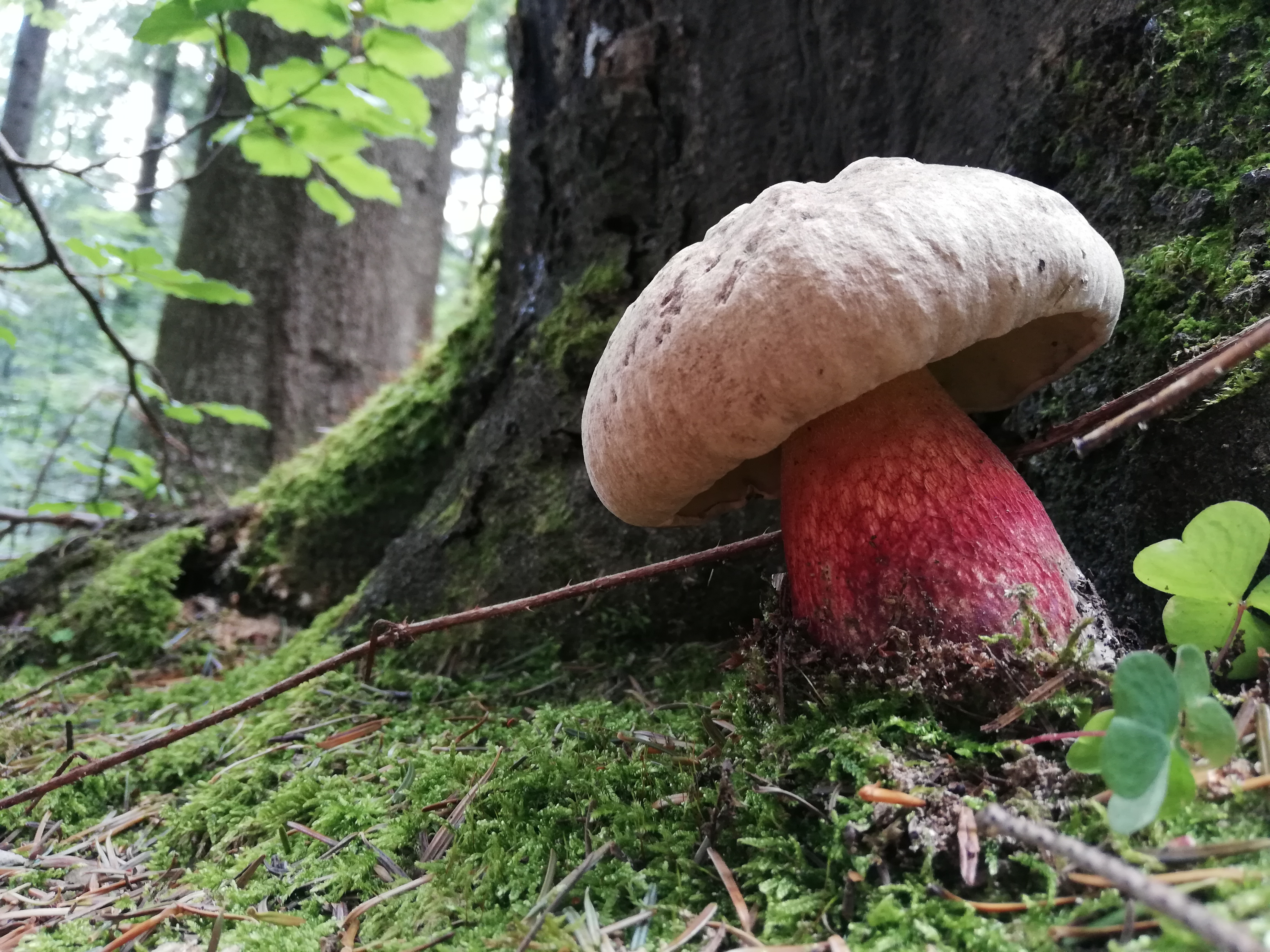
Wyraźnie widoczna siateczka na całym trzonie

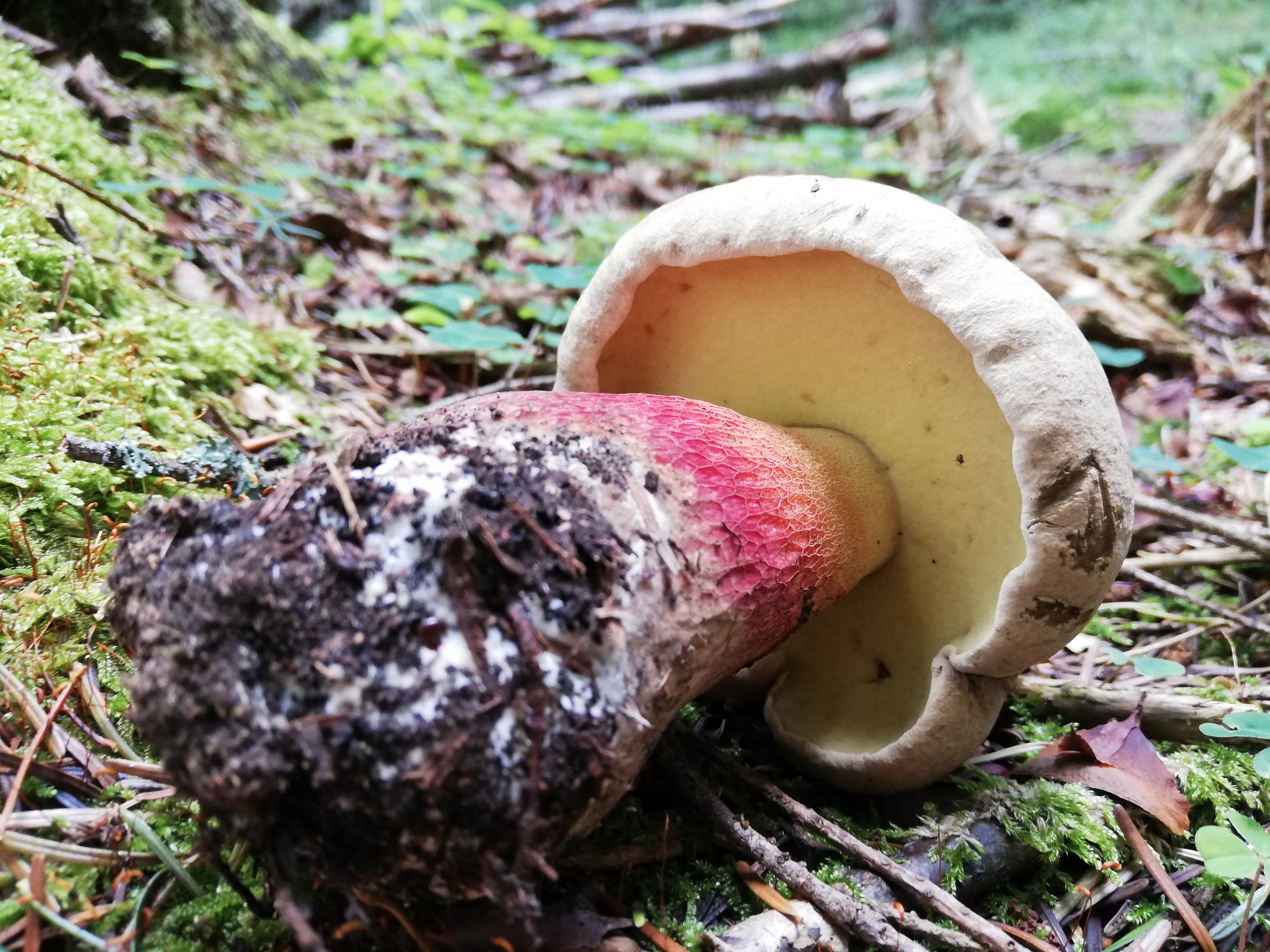
Młody owocnik z widocznym cytrynowożółtym hymenoforem i siateczka na trzonie.

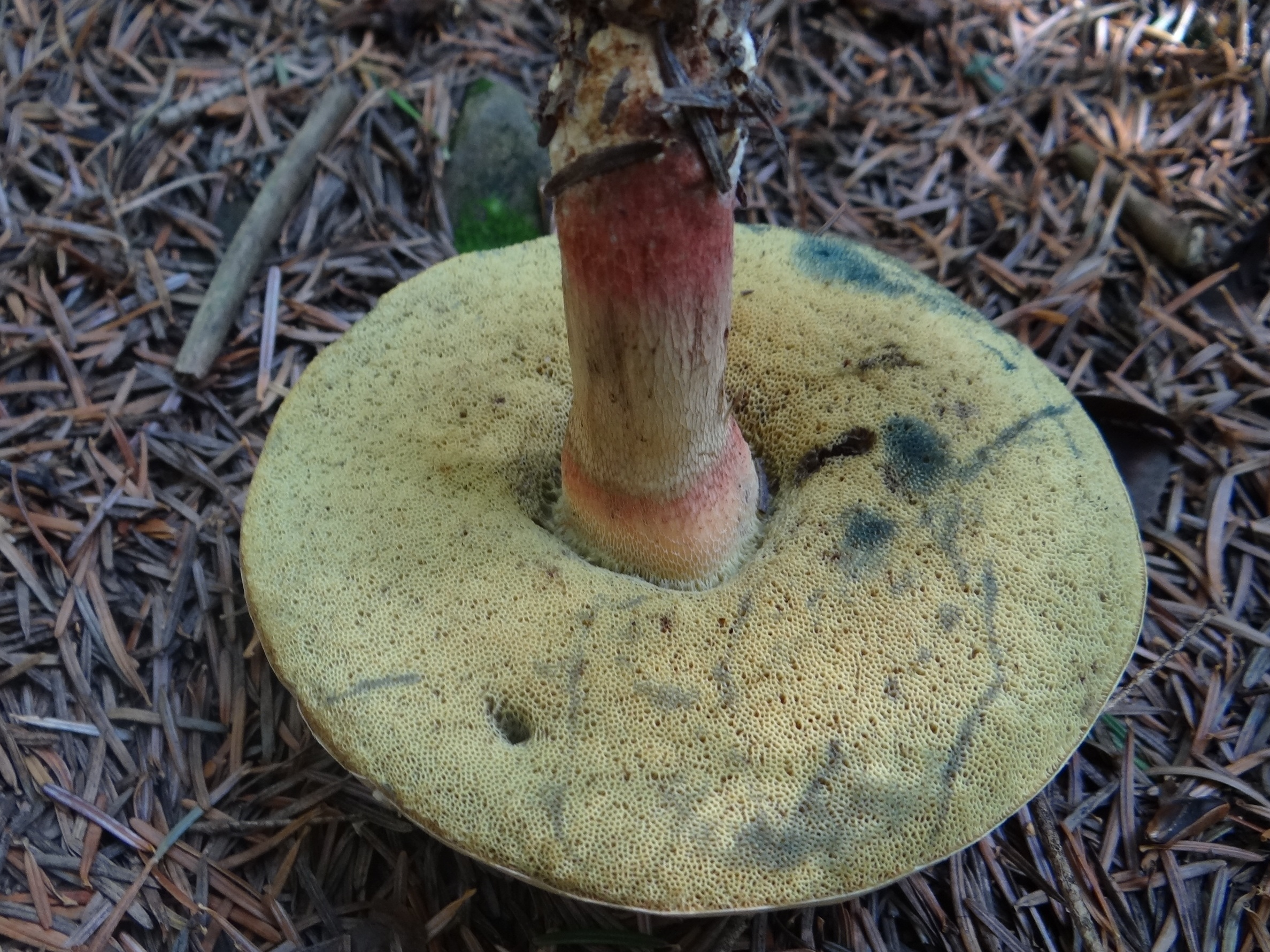
Starszy owocnik o oliwkowożółtym hymenoforze z wyraźnie widocznymi siniejącymi rurkami w miejscach zgniecenia

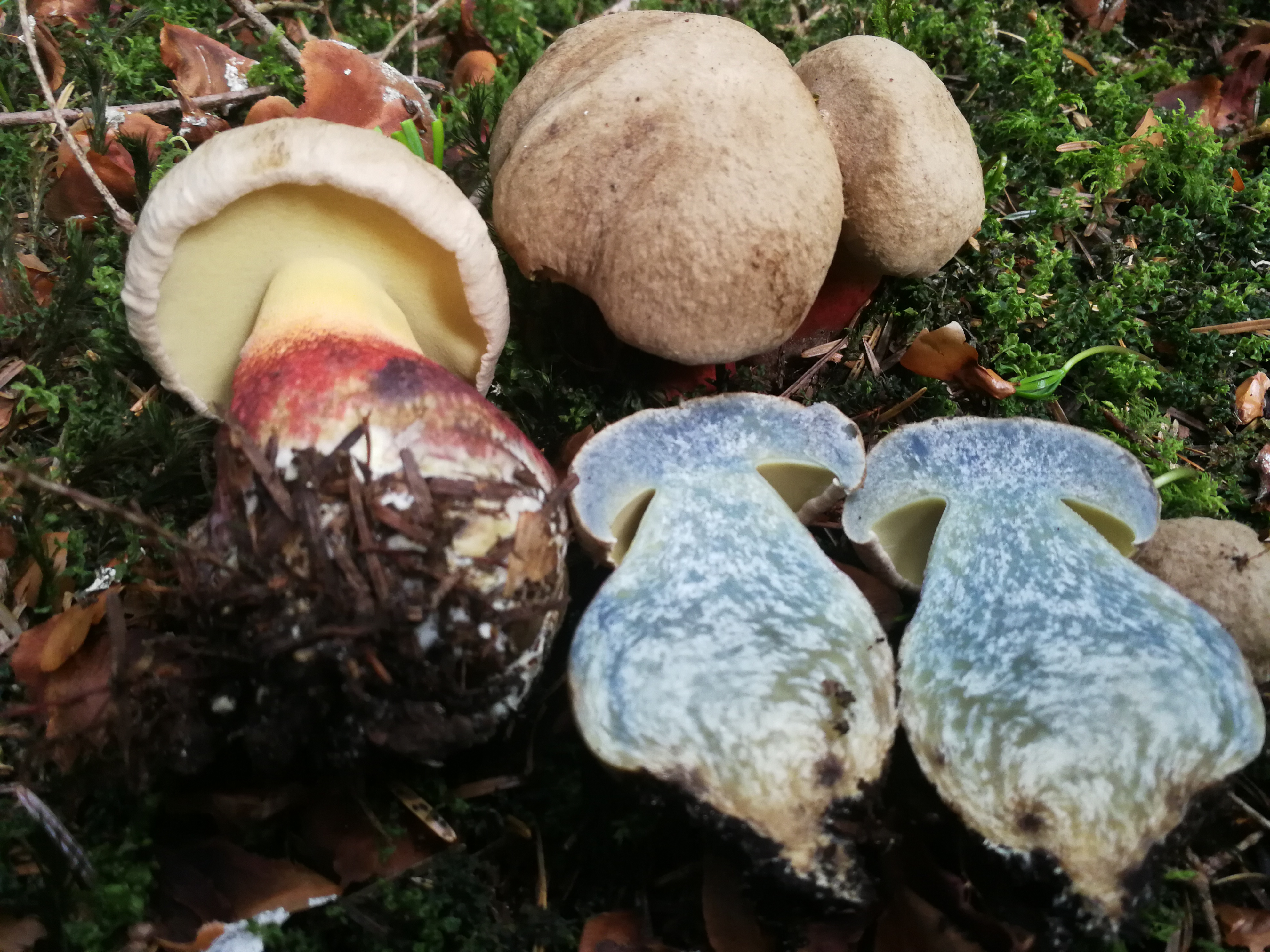
Młode owocniki. Grzyb po przekrojeniu robi się niebieskozielony

Gorzkoborowik żółtopory (Caloboletus calopus (Pers.) Vizzini) – gatunek grzybów z rodziny borowikowatych (Boletaceae).

## Systematyka i nazewnictwo
Pozycja w klasyfikacji: Boletus, Boletaceae, Boletales, Agaricomycetidae, Agaricomycetes, Agaricomycotina, Basidiomycota, Fungi (według Index Fungorum).
Po raz pierwszy takson ten zdiagnozował w roku 1801 Persoon nadając mu nazwę Boletus calopus. Obecną, uznaną przez Index Fungorum nazwę nadał mu w roku 2014 Alfredo Vizzini, przenosząc go do nowo utworzonego rodzaju Caloboletus.
Synonimy:

- Boletus calopus Pers. 1801
- Boletus lapidum J.F. Gmel. 1792
- Boletus olivaceus Schaeff. 1774
- Caloboletus calopus var. ruforubraporus (Bertéa & Estadès) Blanco-Dios 2015
- Dictyopus calopus (Pers.) Quél. 1886
- Dictyopus olivaceus (Schaeff.) Quél. 1886
- Tubiporus calopus (Pers.) Maire 1937[2].

Alina Skirgiełło nadała w 1939 r. polską nazwę tego gatunku borowik grubotrzonowy, jednak Władysław Wojewoda w 2003 r. zaproponował nazwę borowik żółtopory, uważając ją za bardziej właściwą. W polskim piśmiennictwie mykologicznym gatunek ten ma też inne nazwy: goryczak, wścieklak i grzyb grubotrzonowy gorzki. Po przeniesieniu gatunku do rodzaju Caloboletus polska nazwa stała się niespójna z nazwą naukową. W 2021 Komisja ds. Polskiego Nazewnictwa Grzybów Polskiego Towarzystwa Mykologicznego zarekomendowała używanie nazwy gorzkoborowik żółtopory.

## Morfologia
Kapelusz
Średnica 3–15 cm, u młodych okazów półkulisty, potem łukowaty. Brzeg długo podwinięty. Barwa jasnobrązowa lub szarooliwkowa. Powierzchnia zamszowa.
Rurki
Długie, przy trzonie wycięte zatokowato, na młodych okazach są cytrynowożółte, na starszych ciemniejsze – oliwkowe. Pory rurek okrągłe, drobne, po zgnieceniu sinieją.
Trzon
Wysokość 7–14 cm, grubość 2–4,5 cm. Mocny i gruby, początkowo beczułkowaty, potem staje się walcowaty lub maczugowaty. Górą żółty, dołem karminowoczerwony. Cały pokryty jest siateczką delikatnych linii. Pod kapeluszem jest ona biała, na środku czerwona, u dołu brązowa.
Miąższ
Kremowy, koło nasady trzonu różowawy. Po przecięciu zmienia kolor na niebieskozielony. W smaku gorzki, zapach słaby, kwaskowaty.
Wysyp zarodników
Ochrowooliwkowy. Zarodniki gładkie o średnicy 12–14 × 4–6 μm.
Gatunki podobne
Podobny jest modroborowik ponury (Suillellus luridus), ale ma rurki pomarańczowoczerwone i nie ma czerwonego trzonu. Podobnie ubarwione kapelusze mają krwistoborowik szatański (Rubroboletus satanas) i gorzkoborowik korzeniasty (Caloboletus radicans).

## Występowanie
Występuje w Ameryce Północnej, Europie i Japonii. W Europie Środkowej jest dość rzadki. Ostatnio jednak jego liczebność wzrosła, prawdopodobnie dzięki zmniejszeniu się ilości związków siarki w powietrzu.
Występuje przeważnie w górskich świerczynach i lasach liściastych, na kwaśnych glebach, głównie pod świerkami, dębami i bukami. Owocniki pojawiają się latem i jesienią. Występuje nierównomiernie; w niektórych okolicach jest rzadki, w innych pospolity. W Polsce występuje częściej na południu, szczególnie w niższych położeniach górskich.

## Znaczenie
Grzyb mykoryzowy. Grzyb niejadalny, według niektórych uznawany za lekko trujący. Może spowodować poważne zaburzenia ze strony układu pokarmowego, pojawiające się po około 20 minutach po spożyciu i trwające do 2 dni.